# Data Control Language
Data Control Language (DCL) — подмножество языка управления базами данных SQL, предназначенное для осуществления административных операций, присваивающих или отменяющих право (привилегию) использовать базу данных, таблицы и другие объекты базы данных, а также выполнять те или иные операторы SQL.
- GRANT — применяется для присвоения привилегии;
- REVOKE — применяется для отмены привилегии.